# Lykourgos (Sparta)
Lykourgos (/laɪˈkɜːrɡəs/; tiếng Hy Lạp cổ: Λυκοῦργος, Lykoûrgos, phát âm tiếng Hy Lạp: [lykôrɡos]; h.đ. k. 820 TCN) là nhà lập pháp bán huyền thoại của thành bang Sparta, người đã thiết lập cải cách kiểu quân sự hóa xã hội Sparta đúng theo Lời tiên tri của thần Apollo tại Delphi. Tất cả các cải cách của ông đều thúc đẩy ba đức tính của người Sparta: bình đẳng (giữa các công dân), năng lực quân sự, và thói thắt lưng buộc bụng. Ông được các sử gia và triết gia cổ đại Herodotos, Xenophon, Platon, Polybius, Plutarchus, và Epictetus nhắc tới qua các tác phẩm của mình. Không rõ liệu Lykourgos là một nhân vật có thật trong lịch sử hay không; nhưng nhiều sử gia thời cổ đại tin rằng ông đã thiết lập các cải cách xã hội và quân phiệt - đáng chú ý nhất là Đại Rhetra - đã biến đổi toàn bộ xã hội Sparta.

## Tiểu sử

### Thân thế

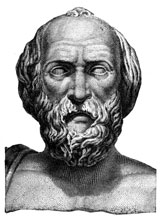
Tượng Lykourgos

Hầu hết thông tin về Lykourgos đều bắt nguồn từ "Đời Lykourgos" (một phần trong Tiểu sử song đôi) của Plutarchus, vốn là một bộ sưu tập giai thoại hơn là một tiểu sử thực sự. Plutarchus tự nhận xét rằng ông chẳng biết gì nhiều về cuộc đời Lykourgos, vì các tác giả khác nhau đều đưa ra các tài liệu riêng biệt viết hầu hết mọi thứ về ông. Nhân vật Lykourgos bằng xương bằng thịt có thể đã từng tồn tại hoặc không tồn tại, -- nhiều khả năng "Lycourgos" là một biểu tượng của thần Apollo khi ông được tôn thờ tại Sparta từ rất sớm, và truyền thuyết về sau đã biến đổi khía cạnh của vị thần này thành một nhà lập pháp trần tục uyên bác—mà là một người sáng lập biểu tượng của nhà nước Sparta vốn được xem như người khởi xướng ra nhiều thể chế chính trị và xã hội của nó; do vậy, tài liệu của Plutarchus liên quan đến việc tìm ra "nguồn gốc" các phong tục tập quán của người Sparta đương thời.  Niên đại của Lykourgos đã được giới học giả cổ đại và hiện đại sắp đặt từ đầu thế kỷ thứ 10 TCN và vào cuối thế kỷ thứ 6 TCN. Một số học giả nghĩ rằng niên đại đáng tin cậy nhất thuộc về Thucydides, vị sử gia này cho rằng thể chế Sparta của Lykourgos đã có lịch sử hơn bốn trăm năm rồi; điều này có nghĩa là một niên đại dành cho nhà lập pháp này, hoặc ít nhất là cho các cải cách do ông ban hành, nằm trong quý cuối cùng của thế kỷ thứ 9 TCN.
Lykourgos là hậu duệ 11 đời của Heracles. Ông là hoàng tử thứ hai của một trong hai hoàng tộc Sparta. Khi cha và anh của ông qua đời, Lykourgos được thừa hưởng vương quốc. Nhưng người anh trai của ông để lại một người vợ còn đang mang thai. Nếu bà sinh con trai thì cậu bé này sẽ là người thừa kế hợp pháp ngai vàng. Người đàn bà này tới gặp Lykourgos đề nghị sẽ giết bỏ đứa bé ngay trong bụng nếu Lykourgos đồng ý cưới và cho bà ta làm Hoàng hậu. Lykourgos vờ đồng ý và thuyết phục bà ta đừng phá thai vì sẽ rất nguy hiểm đến tính mạng. Thay vào đó, ông hứa sẽ giết ngay đứa trẻ khi nó chào đời. Nhưng Lykourgos nghiêm khắc ra lệnh phải mang đứa trẻ đến cho ông ngay khi nó được sinh ra. Một ngày kia, trong khi Lykourgos đang dự tiệc với các quan tòa Sparta, người ta mang đến cho ông một cậu bé mới sinh. Ông bế cậu bé trên tay và nói: "Hỡi những người dân Sparta, đây là một vị vua mới vừa được sinh ra cho chúng ta". Rồi ông đặt cậu bé xuống một nơi trang nghiêm và đặt tên cho cậu là Charilaus, có nghĩa là "niềm hân hoan của dân chúng". Dân chúng Sparta ca ngợi sự cao thượng của người dám dễ dàng từ bỏ mọi quyền uy tối cao vì lòng tôn trọng sự công bằng. Vì điều này, Lykourgos dễ dàng cai trị dân Sparta với tư cách là Nhiếp chính và người bảo trợ của Charilaus. Tuy nhiên, mẹ của vị vua trẻ này và họ hàng của bà ta lại ghen tỵ và căm thù Lykourgos. Một trong những tội họ vu cho Lykourgos là đã mưu giết Charilaus.

### Chu du các xứ
Cuối cùng, Lykourgos quyết định rằng cách duy nhất ông có thể tránh được tai họa nếu có chuyện gì đó không hay xảy ra cho vị vua trẻ là đi xa cho đến khi Charilaus lớn lên và sinh được một người con trai đảm bảo sự kế vị. Bởi vậy, Lykourgos từ bỏ mọi chức tước và tới sống tại đảo Crete. Tại Crete, Lykourgos đã gặp Thales, một nhà thơ. Thales kiếm sống bằng nghề ca hát trong những bữa tiệc, nhưng thực ra Thales là một nhà thuyết giáo đầy trí tuệ. Những bài hát trong sáng của Thales thuyết phục mọi người sống tốt đẹp và đối xử với nhau như anh em. Thales ca ngợi những người tốt bụng và cuộc sống hạnh phúc họ đang tận hưởng. Người nghe sẽ quên đi những hiềm khích rồi trở nên thân thiết và cùng nhau ca ngợi đức hạnh. Dần dần, Lykourgos thuyết phục Thales mang những bài hát đó tới Sparta, nhằm chuẩn bị cho dân chúng một cách sống mới ông sẽ xây dựng sau này.
Lykourgos đã nghiên cứu rất cẩn thận những hình mẫu chính quyền ở Crete nhằm tìm ra những bài học bổ ích cho Sparta. Các thiết chế của người Sparta và người Crete thực sự có những đặc điểm chung, dù một số có sự vay mượn trực tiếp, thế nhưng những điểm tương đồng này thường phần nhiều khả năng là do sự thừa kế chung từ người Doria của Sparta và Crete hơn là vì một số cá nhân như Lykourgos du nhập phong tục của người Crete đến cho Sparta. Rồi sau ông đặt chân đến Tiểu Á, quê hương của người Ionia, ông thấy mình nhận được một bài học quý giá khi so sánh lối sống tinh tế và sang trọng của người Ionia với nền văn hóa nghiêm khắc và mang tính kỷ luật của người Doria. Một số người nói rằng Lykourgos còn đi xa đến tận Ai Cập, Tây Ban Nha và Ấn Độ. Tại Ionia, Lykourgos tìm thấy những tác phẩm bất hủ của đại thi hào Homer. Lykourgos liền dịch những đoạn thơ này của Homer, hy vọng những bài học về đức hạnh cho những người lãnh đạo đất nước trong các bản anh hùng ca đó của Homer được biết đến rộng rãi. Người Ai Cập cũng nói rằng Lykourgos từng đến thăm họ và ông đã học từ người Ai Cập ý tưởng tách binh lính khỏi người hầu. Điều này mang lại sự tinh tế và vẻ đẹp cho xã hội Sparta.

### Trở về Sparta

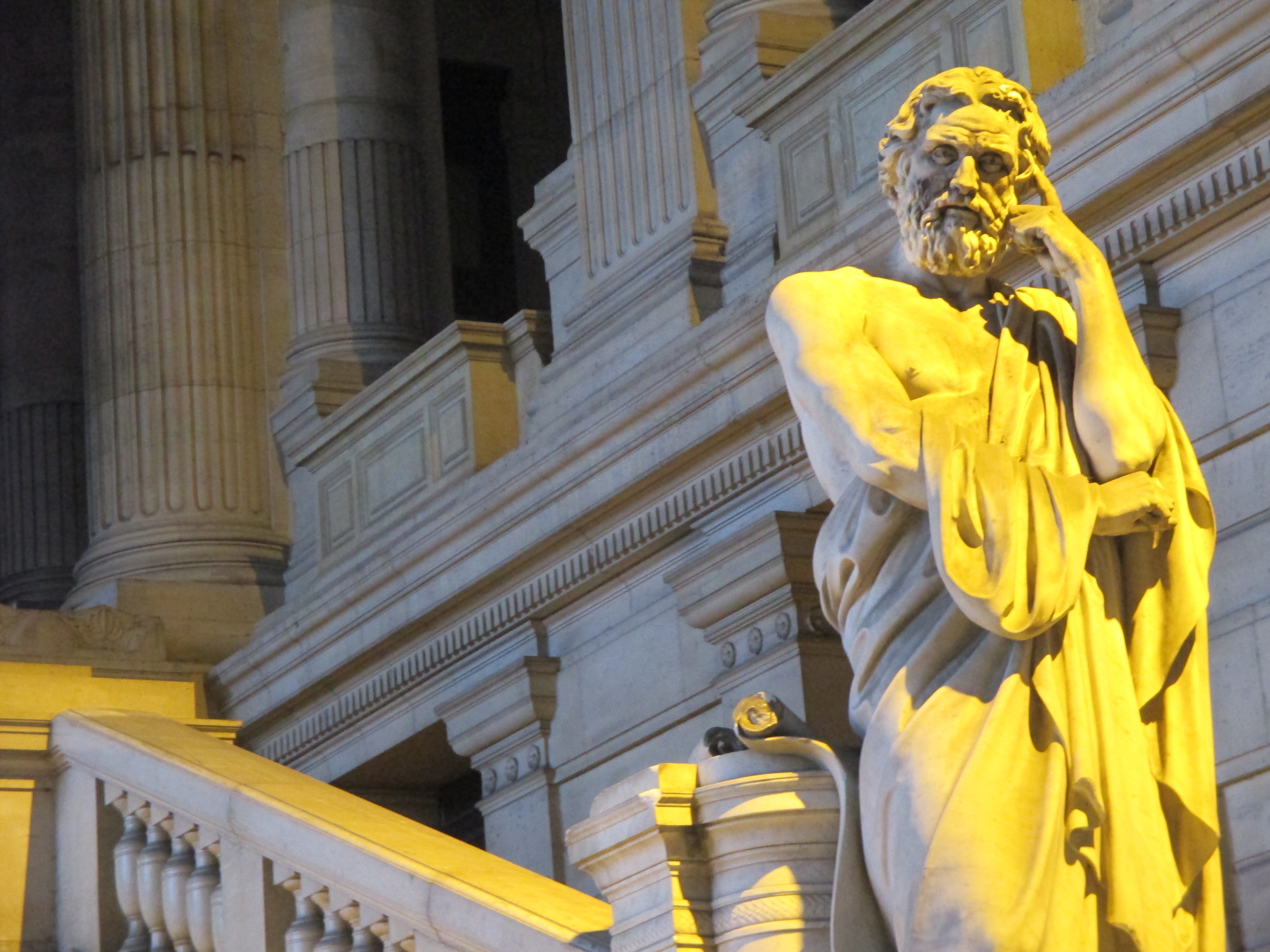
Tượng Lykourgos thế kỷ 19 tại tòa nhà Palais de Justice theo kiểu tân cổ điển ở Brussels, Bỉ.

Một thời gian sau khi Lykourgos bỏ đi, dân chúng Sparta viết thư cầu khẩn ông trở về. Họ thú nhận rằng chỉ có Lykourgos mới thật sự là nhà vua trong trái tim họ, dù những người khác đội vương miện và thừa kế ngai vàng. Lykourgos là người thật sự có uy quyền tối cao, một nhà lãnh đạo bẩm sinh, có khả năng thu phục dân chúng. Thậm chí những vị vua Sparta cũng muốn Lykourgos trở về vì chỉ có ông mới có thể bảo vệ họ trước dân chúng. Lykourgos quyết định rằng Sparta phải có những thay đổi cơ bản.
Nhưng trước hết, Lykourgos tới gặp bà đồng ở ngôi đền Delphi cầu xin lời chỉ dẫn của các vị thần. Bà đồng nói với Lykourgos rằng các vị thần đã nghe thấy những lời cầu nguyện của ông và thành bang áp dụng các đạo luật của Lykourgos sẽ trở nên nổi tiếng nhất trên thế giới. Với sự xác nhận này, những người lãnh đạo của Sparta hoàn toàn ủng hộ Lykourgos.
Ông bắt đầu thông báo việc cải cách cho những người bạn thân thiết nhất, rồi những người này lại phổ biến kế hoạch đó cho những người bạn của họ. Khi mọi việc trở nên chín muồi, một buổi sáng nọ, ba mươi người cầm vũ khí sẵn sàng trên tay đi tới quảng trường. Lúc đầu, vua Charilaus nghĩ rằng họ muốn giết mình. Nhà vua chạy trốn vào nơi linh thiêng trong một ngôi đền. Nhưng cuối cùng khi biết họ chỉ muốn đảm bảo sẽ không có ai chống lại những cải cách của Lykourgos, nhà vua cũng tham gia với họ.

### Cái chết
Theo truyền thuyết được tìm thấy trong bộ Tiểu sử song đôi của Plutarchus và các nguồn tài liệu khác, khi Lykourgos thấy pháp luật của mình đã ăn sâu, bén rễ vào tâm trí người Sparta. Ông liền triệu tập cuộc họp của tất cả dân chúng và nói với họ rằng cho đến lúc này mọi việc đều tốt, nhưng còn một điều nữa, điều quan trọng nhất, cần phải làm. Song ông không thể nói cho họ biết đó là điều gì cho đến khi ông xin được lời tiên tri ở đền Delphi một lần nữa. Trước khi lên đường tới đền Delphi, Lykourgos bắt các vị vua, Viện Nguyên lão và dân chúng Sparta phải thề nguyền tuân theo pháp luật của ông mà không được thay đổi bất cứ điều gì cho đến khi ông trở lại. Lúc này, Lykourgos đã đến độ tuổi mà sức khỏe của ông dù còn khá tốt nhưng nếu chết đi thì cũng không ân hận gì. Sau khi rời Sparta, ông tuyệt thực rồi lặng lẽ biến mất, khiến những người Sparta mãi mãi bị ràng buộc với lời thề giữ nguyên mọi điều ông đã để lại cho họ. Sau này, ông được dân chúng tôn thờ như một vị anh hùng ở Sparta.

## Thể chế mới
Lykourgos được ghi nhận với sự hình thành của nhiều thể chế Sparta không thể thiếu cho sự gia tăng quyền lực của đất nước, nhưng quan trọng hơn là lòng trung thành toàn vẹn và không thể chia rẽ từ các công dân Sparta, được thực hiện dưới hình thức chính phủ của ông. Ngoài ra, Lykourgos được cho là người tạo ra "Homoioi," hay sự "Bình đẳng" ở Sparta, những công dân không có sự khác biệt về mức độ giàu có trong số họ, một ví dụ đầu tiên về thuyết phân phối, vốn là mối bận tâm hàng đầu của dân chúng (không phải là helot). Lối sống cấp tiến này đã phân biệt người Sparta một lần nữa với những người Hy Lạp khác trong thời đại của họ.

### Thiết lập Viện Nguyên lão
Cải cách đầu tiên của Lykourgos là việc lập ra Viện Nguyên lão (Gerousia) gồm 28 người, có quyền lực ngang với hai hoàng tộc Sparta. Dân chúng có quyền bỏ phiếu về những vấn đề quan trọng, nhưng Viện Nguyên lão sẽ quyết định khi nào thì tiến hành bỏ phiếu. Như Plutarchus nhận xét, Viện Nguyên lão "làm dịu bớt và hạn chế tính nóng nảy và hung hăng của hai nhà vua", mang lại sự ổn định và an toàn cho cộng đồng, như những hầm balast của con thuyền. Trước đó, Sparta thường dao động giữa hai thái cực: giữa dân chủ quá trớn và chính sách chuyên quyền, giữa tình trạng vô chính phủ và chế độ độc tài. Với việc thiết lập Viện Nguyên lão, cả hai thái cực này được hạn chế, chính quyền trở nên ổn định, dân chúng và những nhà lãnh đạo đều tôn trọng nhau.
Để được bầu chọn vào Viện Nguyên lão, đàn ông phải trên 60 tuổi. Những vị Nguyên lão này có nhiệm kỳ suốt đời. Ngoài ra, còn có một hội đồng gồm 300 người đại diện, hàng năm bầu chọn một ủy ban gồm 5 giám quan để điều hành các hoạt động của hội đồng nhà vua. Nhiệm kỳ của các giám quan này chỉ là 1 năm và họ không được bầu lại.

### Cải cách ruộng đất
Sau khi lập Viện Nguyên lão, Lykourgos liền đưa ra vấn đề quyền sở hữu ruộng đất. Vào thời gian này, có sự bất bình đẳng rất lớn giữa những người Sparta. Hầu hết của cải và ruộng đất tập trung trong tay một số ít người còn đa số dân chúng sống nghèo khổ và bất hạnh. Kiêu ngạo và ganh tị, xa hoa và tội ác có ở khắp nơi vì sự phân phối bất bình đẳng này. Lykourgos tiến hành chia lại ruộng đất bình đẳng cho tất cả mọi người, vì thế phẩm giá chứ không phải tiền bạc trở thành thước đo duy nhất địa vị con người.
Để trợ giúp cho sự phân chia đất đai mới mẻ này, Lykourgos đã chia đất nước xung quanh Laconia thành 30.000 phần bằng nhau, và một phần gắn liền với thành phố Sparta nói riêng lên tới 9.000; tất cả các phần còn lại đều được phân phối cho tất cả mọi người dân Sparta. Helot (cư dân các vùng lãnh thổ mà người Sparta đã chiếm được trong các cuộc chiến của họ ở Laconia) bị gắn chặt với đất đai, không thuộc quyền sở hữu cá nhân; do đó, tất cả nô lệ đều là tài sản của nhà nước và bị các ông chủ Sparta bóc lột không thương tiếc. 

### Thay đổi tiền tệ

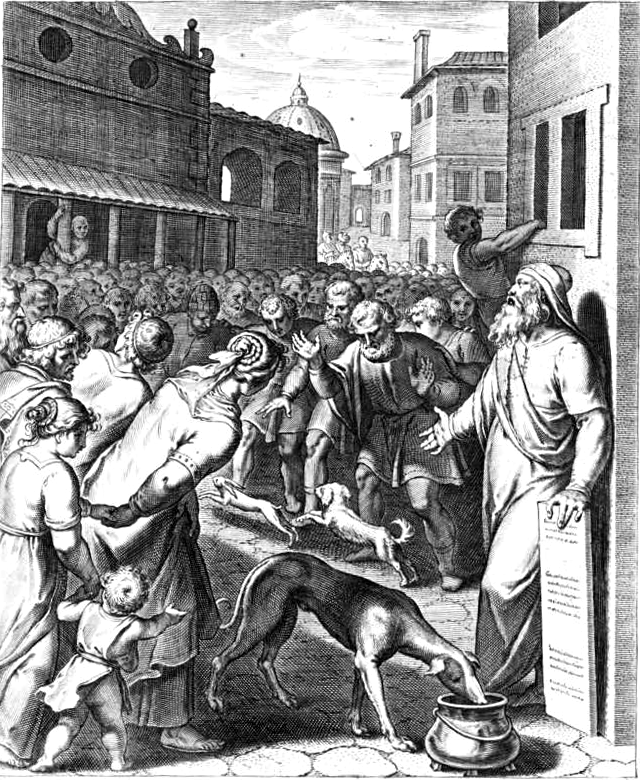
Lykourgos và hai con chó, tranh khắc gỗ của Otto van Veen, Emblemata Horatiana, 1607

Lykourgos dự định xóa bỏ mọi sự bất bình đẳng về tài sản cũng như địa vị, nhưng ông nhận thấy nếu công khai tiến hành việc này thì quá khó khăn. Đó là lý do vì sao ông phải thi hành một biện pháp gián tiếp. Giải pháp của ông là ngăn cấm việc sở hữu vàng bạc và chỉ cho phép lưu hành các đồng tiền được làm bằng sắt gọi là pelanor.  Cho dù Lykourgos có thực là đã tạo ra loại tiền sắt này hay không thì vẫn là chủ đề gây tranh cãi trong giới nghiên cứu. Các học giả hiện đại nghĩ rằng những đồng tiền xu đóng dấu đầu tiên được đúc khoảng năm 650–600 TCN, trong khi Lykourgos lại được cho là sống khoảng năm 800 TCN. Những đồng tiền bằng sắt này của Sparta được ngâm trong giấm trở nên giòn và vô giá trị. Những nhà buôn chê loại tiền này vì nó chẳng có giá trị gì, lại cồng kềnh và khó vận chuyển nên việc nhập khẩu những hàng hóa xa xỉ buộc phải chấm dứt.  Ngay lập tức, nạn cướp bóc và hối lộ cũng biến mất khỏi Sparta. Mọi nghề nghiệp vô ích bị cấm đoán ở Sparta. Rồi mọi tội lỗi thường xuất hiện kèm theo cũng biến mất. Chẳng ai còn cần đến những mưu gian, thầy bói, gái mại dâm, đồ kim hoàn hay việc buôn bán những hàng hóa xa xỉ trong một đất nước chẳng có vàng hay tiền bạc. Như vậy, những đồ xa xỉ dần dần cạn kiệt rồi biến mất hẳn. Người giàu không có ưu thế gì so với người nghèo vì của cải chẳng có ý nghĩa gì.
Ngay khi vàng bạc bị cấm đoán ở Sparta, những vụ kiện tụng cũng biến mất. Sự bình đẳng và tinh thần tự lập thay thế cho lòng tham lam và sự nghèo đói. Họ bình đẳng bởi tất cả mọi người đều sống trong những ngôi nhà đơn sơ và cùng ăn tại những bàn ăn công cộng, còn tinh thần tự lập có được bởi nhu cầu của họ rất đơn giản. Người Sparta dành thời gian cho âm nhạc, nhảy múa, săn bắn, luyện tập võ nghệ hay tới những nơi công cộng chuyện trò. Vì lao động đã do nhưng helot đảm nhận nên người Sparta có rất nhiều thời gian nhàn rỗi. Luật pháp ngăn cấm những nghề "vô tích sự" nên chẳng ai bận tâm tới việc buôn bán. Trong một quốc gia, chẳng có ai coi trọng sự giàu có, chỉ có cách tiêu khiển là giết thời gian. Thậm chí, những người dưới 30 tuổi còn không được phép tới chợ, và người già đến đây quá thường xuyên thì cũng bị khinh thường.

### Nhà ăn tập thể
Trong luật pháp của Lykourgos, biện pháp hiệu quả nhất chống lại lòng tham tiền là dân chúng đều phải ăn chung tại nhà ăn tập thể gọi là sussita hay syssitia. Mọi người đều ăn những thứ như nhau, vì thế tiền chẳng thể mua được thức ăn ngon lành. Và vì người giàu không được ăn ở nhà nên chẳng có cách nào cho họ tiêu xài và phô trương của cải. Những người giàu cũng không muốn sống ở nhà nữa. Họ nằm dài trên giường, sống buồn tẻ như lợn được vỗ béo sắp bị giết thịt. Không chỉ trí tuệ mà cả cơ thể của họ cũng bị suy nhược vì sự nuông chiều và lười biếng. Họ chỉ muốn ngủ thật lâu, tắm nước ấm và suốt ngày chăm sóc cơ thể như thể họ bị ốm vậy.
Nhà ăn công cộng được chia thành những bàn ăn cho mười lăm người. Hàng tháng, mỗi người có nghĩa vụ phải mang đến một lượng thức ăn và rượu nho nhất định. Người Sparta đưa bọn trẻ tới đây như tới ngôi trường để học sự khôn ngoan. Tại đây, bọn trẻ được nghe người lớn bàn luận về những vấn đề của đất nước. Chúng sẽ học cách ăn nói tao nhã và mạch lạc. Điều đặc biệt quan trọng là học nói và lắng nghe những câu chuyện hài hước. Để đảm bảo tính chân thật, mỗi khi có người đi vào, người cao tuổi nhất trong nhóm sẽ chỉ tay vào cánh cửa và nói: "Không có lời nào thoát ra khỏi đây". Mỗi khi có người muốn tham gia nhóm, các thành viên sẽ tiến hành bỏ phiếu một cách bí mật. Mỗi người sẽ ném một cục bột nhào vào một cái bát, biểu hiện sự phản đối bằng việc đập bẹt cục bột. Nếu trong bát chỉ cần một cục bột bị đập bẹt thì coi như người muốn tham gia đã bị từ chối.
Khi bất kỳ thành viên nào cúng tế riêng cho các vị thần sẽ gửi một số phần vào syssitia, và khi bất kỳ thành viên nào đi săn thì sẽ gửi một phần của con vật mà mình giết được, đem chia sẻ với những người bạn thân. Việc cúng tế và săn bắn là lý do duy nhất cho phép một người đàn ông biện minh cho việc ăn uống tại nhà riêng của mình, thay vì tới nhà ăn tập thể (syssitia): nếu không, người đàn ông sẽ phải tới ăn hàng ngày với đồng đội của họ. Ngay cả các vị vua dường như cũng trông mong tham gia vào nhà ăn tập thể, và không ăn riêng ở nhà với vợ của họ. Phụ nữ Sparta thì ăn uống cùng nhau và dành phần lớn thời gian của họ với người khác, mà không phải là chồng hoặc con trai lớn hơn bảy tuổi của mình.

### Giáo dục trẻ em
Lykourgos cho rằng công việc quan trọng nhất của bất kỳ nhà lập pháp nào đều là phải biết cách dạy dỗ lớp thanh niên. Phải bắt đầu ngay từ việc giáo dục những cuộc hôn nhân để sinh ra những đứa trẻ thông minh và khỏe mạnh. Phương pháp này gọi là agoge, bắt đầu từ khi lên 7 tuổi, trẻ em Sparta phải rời nhà tới sống trong những trại huấn luyện nghiêm khắc. Những đứa bé có tài năng và lòng cam đảm nhất được các bô lão cho làm chỉ huy, có quyền sai khiến và trừng phạt những đứa khác nếu chúng không vâng lời.
Bọn trẻ chủ yếu học cách chỉ huy và tuân lệnh. Những đứa bé Sparta được học đủ để biết đọc, biết viết, nhưng điều quan trọng hơn là chúng phải học cách chịu đựng đau đớn và giành chiến thắng trong trận đánh. Người già theo dõi, kiểm soát sát sao và thường thử thách chúng để tìm ra những đứa có khả năng trở thành các chiến binh thự sự. Đến tuổi 12, chúng bắt đầu được học quân sự. Những đứa trẻ được xếp vào các toán chiến binh, do một iren (chàng trai 20 tuổi) sai khiến. Trong trận đánh, iren này là người chỉ huy; còn ở nhà, họ là người thầy giám sát những đứa trẻ. Chúng sống trong các trường học nghiêm khắc này cho đến khi đủ 18 tuổi thì được công nhận là những người đàn ông thực sự.

### Các biện pháp khác
Lykourgos muốn pháp luật của mình được dân chúng tôn trọng như những lời tiên tri của ngôi đền Delphi. Người Sparta gọi những đạo luật của ông là rhetra. Một rhetra được ban hành có nghĩa là bộ luật đó không bao giờ cần được viết ra vì chúng ăn sâu vào tâm trí những người dân Sparta thông qua giáo dục, và nếu đượ giáo dục tốt thì chẳng cần đến pháp luật. Những quan tòa khôn ngoan luôn luôn bảo vệ sự trong sạch và công bằng của pháp luật.
Đối với việc buôn bán Lykourgos không muốn quy định các điều khoản cụ thể vì ông muốn để cho các vị quan tòa khôn ngoan tự phán xử hơn là áp đặt những quy định cứng nhắc dựa trên những điều được viết ra. Bằng cách này, luật pháp sẽ tự thích nghi với những thay đổi của hoàn cảnh. Một rhetra khác, lúc đầu có vẻ kỳ quái nhưng khi xem xét kỹ thì lại là một điều luật khôn ngoan. Đó là quy định chỉ dùng rìu để làm trần nhà ở Sparta, và chỉ dùng cưa để làm những cánh cửa. Những tấm gỗ thô ráp đó làm cho những đồ đạc xa hoa và bóng bẩy trở nên lạc lõng. Lykourgos biết rằng dân chúng sẽ làm giường và những đồ đạc khác sao cho phù hợp với sự mộc mạc này, và mọi đồ dùng khác trong gia đình cũng sẽ hòa đồng theo.
Lykourgos cũng cấm đoán dân chúng đi chơi ở các thành bang khác hay người nước ngoài đến thăm Sparta vì ông sợ rằng những ý tưởng ngoại lai và các hàng hóa xa xỉ sẽ trở thành nạn dịch và các cư dân sẽ tiêm nhiễm những thói hư tật xấu. Lykourgos dạy những công dân của ông không sống cô lập và cũng không muốn sống cô lập. Không ai được phép theo những khát vọng của chính mình. Thành phố giống như một trại lính và ai cũng có nhiệm vụ của mình. Lòng nhiệt thành và khao khát cống hiến cho cộng đồng làm cho việc ganh đua vào các chức vụ trong chính quyền trở nên trong sáng và lành mạnh.
Lykourgos ban hành pháp luật quy định rằng người Sparta không được tiến hành chiến tranh thường xuyên hoặc kéo dài với cùng mộ kẻ thù, sợ rằng họ sẽ học được mưu mẹo của người Sparta. Sau này vua Agesilaos II đã vi phạm quy định này của Lykourgos khi liên tục gây chiến chống người Thebes nên cuối cùng bị thảm bại. Lykourgos thực sự không muốn Sparta xâm chiếm và cai trị những thành phố khác. Ông quan niệm rằng hạnh phúc của một dân tộc, cũng giống như hạnh phúc của một con người, cốt ở việc thể hiện đạo đức và sự khôn ngoan chứ không phải sức mạnh hay của cải.

## Những thay đổi về sau
Sau đó, Lykourgos tiếp tục sửa đổi thể chế của Sparta. Thực tế, một vài người thường phát biểu trước công chúng hay dùng các thủ đoạn lôi kéo và dụ dỗ làm cho dân chúng bỏ phiếu một cách ngu ngốc và mù quáng. Vì vậy Viện Nguyên lão có quyền giải tán Đại hội dân chúng nếu họ thấy điều này xảy ra.
130 năm sau cái chết của Lykourgos, một hội đồng gồm năm giám quan (ephor) giành lấy quyền của hai nhà vua. Khi vua Theopompos (chức giám quan được thiết lập dưới triều đại của ông) nghe người vợ than phiền rằng ông để lại cho con trai ít quyền lực hơn những gì ông được thừa hưởng, ông đã trả lời: "Không! Như thế quyền lực lại lớn hơn bởi nền cai trị sẽ lâu dài hơn". Với việc giảm bớt quyền lực, những vị vua của Sparta bớt bị dân chúng căm ghét. Họ không phải chịu đựng những điều từng xảy ra ở hai thành bang Messene và Argos láng giềng, Tại đây, những vị vua thâu tóm mọi quyền lực song cuối cùng bị lật đổ và mất tất cả.

## Di sản

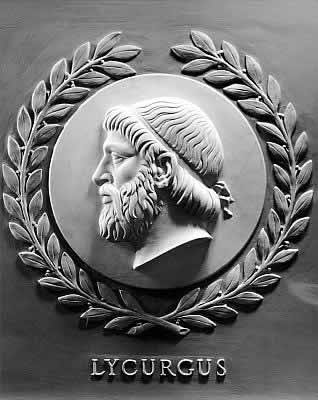
Bức phù điêu Lykourgos, một trong 23 nhà lập pháp lớn được treo trong phòng Hạ viện Hoa Kỳ.

Trong suốt 500 năm tiếp theo, Sparta vẫn giữ nguyên luật pháp của Lykourgos và là thành bang mạnh nhất và nổi tiếng nhất trong số các thành bang Hy Lạp. Pháp luật của ông giúp người Sparta sống tự do, có uy tín và sự điềm đạm. Nhiều triết gia khác cũng xây dựng những mô hình chính quyền hoàn tiện, nhưng Lykourgos là người dựng nên một nhà nước hoàn hảo không chỉ bằng lý thuyết mà còn bằng hành động thực tế, điều mà những người khác không thể làm được, dù họ muốn bắt chước.
Nhưng cuối cùng, vàng bạc dần thâm nhập Sparta, theo sau là mọi tội lỗi nảy sinh từ lòng tham lam. Plutarchus cho rằng chính Lysandros mới là người phải chịu trách nhiệm về điều này vì đã mang về những chiến lợi phẩm xa hoa từ các cuộc chiến tranh. Dù bản thân ông không phải là người xấu, thế nhưng Lysandros đã làm cho Sparta lây nhiễm lòng tham và sự xa hoa nên đã phá hỏng luật pháp của Lykourgos.

## Chân dung
Lykourgos hiện diện trong một số tòa nhà chính phủ Mỹ vì di sản lập pháp của ông. Lykourgos là một trong 23 nhà lập pháp được khắc họa trong phù điêu bằng đá cẩm thạch trong phòng Hạ viện tại Điện Capitol Hoa Kỳ. Bức phù điêu được điêu khắc bởi Carl Paul Jennewein. Lykourgos cũng được khắc họa trên hoa văn phù điêu ở bức tường phía nam Tòa án Tối cao Hoa Kỳ.